# سفارة اليونان في أذربيجان
سفارة اليونان في أذربيجان هي أرفع تمثيل دبلوماسي لدولة اليونان لدى أذربيجان. تقع السفارة في باكو وهي تهدف لتعزيز المصالح اليونانية في أذربيجان.

## وصلات خارجية
- قائمة سفارات اليونان
- قائمة السفارات في أذربيجان